# 이토 사쓰키
이토 사츠키(일본어: 伊藤沙月, 1991년 6월 21일 ~ )는 일본의 권투 선수이다.
이토 사츠키는 지난 2008년 고등학교 재학시절 전국여자복싱대회 라이트 플라이급B에 출전해 우승을 차지했다.